# لرنيك ببيان
لرنيك ببيان (مواليد 26 أكتوبر 1966) هو ملاكم أرميني، مثّل بلاده في الألعاب الأولمبية الصيفية 1996.

## روابط خارجية
لرنيك ببيان على موقع أوليمبيديا (الإنجليزية)